# 歐洲中心主義
歐洲中心主義（英語：Eurocentrism），又称西方中心主义（英語：Western-centrism），是一種從歐洲的角度來看整個世界的一个隐含的信念，自觉或下意识感觉到欧洲对于世界的优越感。欧洲中心论者认为，欧洲的文明是世界上最进步最典型的文明。根据欧洲中心主义，欧洲以外的国家都是野蛮的，只能向欧洲学习并沿着欧洲的路去发展。欧洲中心论者将他们的个案研究置于宗教的、种族的、环境的以及文化的假定的优越性之上，并在此基础上来解释世界。欧洲中心论可以分为“假定前提的欧洲中心论”、“文化传播的欧洲中心论”以及“反欧洲中心论的欧洲中心论”。欧洲中心主义的巨大影响源自近代西方历史哲学的强大影响，进步论、阶段论、目的论、普遍主义等理论倾向在世界史研究中的盛行和泛滥。同时，西方现代殖民主义“塑造”和“建构”了包括非西方世界在内的世界史图景。殖民主义影响对人类历史和世界历史的发展进程最重要的一点是，歪曲和贬低了非西方世界的成就和贡献。文化传播主义又制造了西方主导的人文社会科学研究的“话语霸权”。
很多国际标准（如本初子午线、公元纪年、拉丁字母）都包含欧洲中心主义。由于接受了欧洲中心主义，亚洲人、非洲人对自身历史、文化的阐释也从欧洲人的角度来评判，相对自身文明而言成为了一种装备了欧洲经验研究方法的“局外人”，这种“被俘意识”称为文明上的殖民状态。现代化起源于欧洲，从根本上说是文化的原因。于是，在中国从新文化运动以来就形成了“现代与传统，西方和东方”的双重对立：如果走现代化之路就必须批判中国的传统、就必须完全地学习西方，东方是无价值的，传统是有碍于现代化的。后殖民主义否认一切欧洲主导叙述，认为一切主导叙事都是欧洲中心主义的；因此批判欧洲中心主义，並將其與現代化分清界線，就成为后殖民主义的基本任务。這場運動主要出现于20世纪以后的非殖民化时期，特別是隨著世界大戰後新興移民國家的強勢，如北美、蘇聯等非西歐白人裡興起批判思潮。這導致傳統歐洲中心主義的衰落，西方思想並不再以歐洲為核心，主導者變成美國著重的文化觀。

## 欧洲中心论的形成
18世纪的欧洲被称为启蒙时代，民族君主国逐渐过渡到资产阶级的民族国家。由于各国的具体情况不同，其对于东方的态度、视角与提出的问题不尽相同，表现出了民族性的特点。17世纪中叶，英国爆发了资产阶级革命。到18世纪，英国的政治上的民主、经济上的强大、海上霸权的建立，使得这个最先开始工业化的国家更重视商业贸易与经济的发展，这在他们对待东方的态度上也能反映出来。
18世纪英国的知识界，随着西方越發瞭解中國内部的專制與腐敗，除了利用中国（事实加想象）来批判英国社会文化等文学现象外，社会与思想界对中国多从商业贸易即经济的角度去理解与认识，这样便走上了否定中国之路。1719-1720年，笛福出版了鲁滨逊漂流记与鲁宾逊思想录；作者在后一书中对中国的政治與文化進行批判，充分表现了他作为文学家的天才。他认为中国的一切都不值得他记述、也不值得后人一读，中國人愚昧无知, 贫穷愚陋让人作呕。在《魔鬼的政治史》中, 笛福把对中国进行赞美的耶稣会教士看成魔鬼的同伙，中国的魔鬼是他书中的主题。
1742年出版的《休谟论文集》，也说中国人不会做生意，科学上只取得缓慢的进展。另一部出版于1748年影响更为广泛的著作是殖民军官乔治·安森的《世界旅行记》（Anson's Voyage Round the World），他的同胞说他甚至比笛福更加敌视中国。他说中国人生活简直混乱不堪，中国文字是一种蒙骗、实际上根本不存在，如此等等。因为他曾经到过中国，他的流言影响更大，他的著作为欧洲各大图书馆收藏。1776年，亚当·斯密出版了他的代表作《国富论》，书中讲到中国的地方很多，他使用了许许多多诸如停滞不前、陈陈相因的句子描绘东方与中国社会。他认为中国很久以来就停滞于静止状态了，5个世纪没有变化，他们的食物少得可怜，因此非常渴望打捞出一些从欧洲来的轮船上倾倒下来的最肮脏的食物。类似的描述在书中非常之多。
1748年，孟德斯鸠完成他的大著《论法的精神》，这部讨论内容广泛的书, 从历史、地理、文化、气候等许多方面研究了古代以来的法律与政治制度, 范围涉及当时被他认为所有较为重要的国家与地区, 其中对东方与中国的讨论也很多。他重新研究了传教士留下的资料, 认为亚洲自由从来没有增加过，中国一直是专制国家, 与他本人推崇的英国民主制根本不同。他甚至认为亚洲属于温带, 这使亚洲人弱而被奴役。中国人是不带枷锁的奴隶, 专制的原则是恐惧, 恐惧导致了忠孝。他并得意地宣称这是他的发现。他还从各个方面分析了中国人何以适应于专制统治, 包括文字、礼教、土壤、疆域、风俗等等。总的倾向是把中国划入否定的方面。此前孟氏还写有《波斯人信札》，利用波斯人之口对于法国进行批评。他的这个做法在当时的欧洲甚为流行，就是借助中国、波斯等的名义来批评本国。至于其中对东方国家叙述得正确与否, 他们是不关心的。
另一位对于东方政治制度做过系统研究的是尼考拉·布朗杰。1763 年他出版了《东方专制制度起源》一书，这是一本把孟德思鸠的问题进一步加以讨论的专著。他完全否认东方具有进步的可能性，认为社会要求发展，中国等东方国家在这种要求面前无能为力，中国人一直保持着人类原始的精神状态，中国如今所具有的古老制度的残余必将不复存在, 它们将被未来的革命洪流所吞噬, 等到它不再拥有任何新生的东西时, 中国将永远处于失败者的地位。
意大利人维柯经过独立研究, 也得出了大致相同的结论。维柯的代表作是《新科学》，这是一部反对笛卡尔知识论的新作, 他开始把人类对于自己历史文化的认识放入知识的大家庭, 创立了所谓的历史哲学, 即他自己说的“新科学”。他的研究是广泛的, 从大的方面讲, 他把人类历史依次划分为三个时代, 即神权时代、英雄时代与人的时代, 与此相适应的有三种类型的政权、法律和语言。维柯说中国和古代埃及一样使用象形文字, 和作为英雄时代徽标的龙，并且中国人是用唱歌来说话的, 中国闭关自守, 处在黑暗的孤立的状态之中, 没有正确的时间观念。因此他把中国归之于英雄时代，并认为中国的历史并不古远, 只是特别落后而已。
1791年，赫尔德出版了他的4卷本的《人类历史哲学的观念》，他认为全部人类历史就是从野蛮状态开始, 而以一个完全理性的和文明的社会而告终的有机的发展过程。在这个发展过程中, 东方社会的情形是什么样子呢? 他认为由于地理与气候的原因, 欧洲是人类有机体中的更高的类型，所以唯有在欧洲, 人类的生命才是真正历史的, 而在中国或印度或美洲的土人中间, 就没有真正的历史进展, 而只有一种静止不变的文明，没有那种稳定的积累的发展。这样, 他就把欧洲列在值得推崇的文明的种族, 开启了后来欧洲种族优越与白人的历史责任的先河。他说中国像一座古老的废墟一样的矗立于世界的一角，一个裹以丝绸，以象形文字和涂以防腐香料的木乃伊: 它们体内循环就是一只冬眠鼠的体内循环。东方没有发展能力，欧洲文明、先进、种族优秀等为特征的西方中心观念在赫尔德这里都已出现了。
19世纪欧洲最显著的特征是开始于18世纪的工业革命在这个世纪里逐渐完成并取得了巨大的经济效益。经济实力的雄厚与军事力量的强大, 牢固地奠定了欧洲的霸权地位, 对东方的殖民侵略变成了最后的征服。印度成为大英帝国的一部分, 中国、土耳其半殖民地化了, 东方其他国家与地区大多沦为印度一样的命运。欧洲优势的时代带来了欧洲作为世界统治者的地位。《全球通史》的作者这样写道:欧洲的主子在所有大陆上都接受了弱小种族的效忠，认为这种效忠是事物神性的一部分，是适者生存的必然结果。在印度，他们被恭敬地称为大人，在中东被称为先生，在非洲被称为老爷，在拉丁美洲被称为恩主。
1859年达尔文发表《物种起源》，告诉人们自然界的生物都是优胜劣汰, 适者生存的, 并从科学上为这种演进提出了证明。斯宾塞则可以进一步提出物竞天择，适者生存的规律了。黑格尔从逻辑上、马克思从社会历史上也提出了人类演进的普遍规律，而欧洲正在这个演进的至高点上。
兰克是19世纪欧洲历史学的代表, 被称为近代史学之父。他说，历史教导我们说，有些民族完全没有能力谈文化。从全人类的观点看来，人类的思想只是在伟大民族中历史地形成的。他提出,，拉丁条顿民族不仅自古以来就是一个统一体，而且他们自古以来一直是世界历史发展舞台的主角。于是他写作的多卷本《世界史》，简单地叙述一下埃及、两河流域的历史后，便转入到希腊罗马与条顿民族史的叙述。他直言: 印度和中国根本就没有历史，只有自然史。世界历史就是西方的历史。西方中心主义的历史观在这里可谓骨露无遗。

## 时空的欧洲中心主义
历史学的编纂在时间上基本采用西历纪元法，中国更直接呼之为公元纪元法。而“其他对时间的认识，比如伊斯兰教纪元、希伯来纪元与中国新年的纪元和历法都被挤到历史知识和国际用法的边缘”。
随着西方扩张的进程，一种新的地图绘制标准被发明出来，这就是墨卡托投影地图。1844年西方学者把伦敦格林尼治子午线最终确定为全世界经线计算和时间计算的基点，以西方为中心的地理计算标准最终完成。
地理上以歐洲為中心，根據與其距離之遠近，稱呼西亞附近為中東，東北亞附近為遠東，而這些都是歐洲中心主義的體現。雖然「遠東」已經罕用，但「中東」仍在政治上頻繁被使用。

## 洋服
源于欧洲的西服，更精確地說是英國服飾，全面地征服了世界各地传统服饰，成为了现代文明的象征。现代社会在日常應酬往來交際，皆以西服為標準。日本明治维新為了表示對西洋文明發自內心的尊崇，天皇和皇后的御服都採用洋裝，政府官員、宮內和民間人士謁見天皇必須著西服。民初建国，仿效西方民主政体，民国元年（1912年）10月，迁到北京不久的民国临时政府和参议院颁发了第一个正式的服饰法令，即《服制》（民国元年十月初三）。该法令对民国男女正式礼服的样式、颜色、用料做出了具体的规定。在这个服制里，最显著的特点就是用西洋服饰作为礼服。尤其是大礼服的选择，基本上照搬了西洋服装，完全是英国绅士式，即欧洲燕尾服样式，头戴硬胎圆筒黑色礼帽，衣领系活动的折角硬领及黑色西裤。
- 燕尾服
- 早礼服
- 便服
- 学位服
- 婚纱

## 著名欧洲中心论者
美国学者布劳特特别指出八位大名鼎鼎的欧洲中心论者。这些欧洲中心论者在他们的作品中，论证了在现代文明的创造过程中欧洲的中心地位和欧洲文化的优越性。这八位欧洲中心论者包括：以《新教伦理与资本主义精神》(1958年)闻名于世的文化决定论者马克斯·韦伯；在《中世纪的技术和社会变化》(1962年)中宣扬欧洲人拥有举世无双的发明才智和伟大科技才华的小林恩·怀特；在多篇论文中抨击依附理论和拒不接受欧洲帝国主义对当今欠发达所造成伤害的指责的罗伯特·布伦纳；《欧洲的奇迹：欧亚历史中的环境、经济及地缘政治》(1981年)的作者埃里克·琼斯；《国富国穷》(1998年)的作者戴维·兰德斯；《权力与自由》(1985年)的作者约翰·霍尔；《社会权力的来源》(第1、2卷分别在1986、1993年出版)的作者迈克尔·曼；以及《枪支、细菌、钢铁：人类社会的各种命运》(1997年)的作者加州大学洛杉矶分校的賈德·戴蒙。

## 人类学的欧洲中心主义
英国诗人鲁德亚德·吉卜林说，东西方永不相会，白人高人一等，肩负着缔造世界、传布文明的责任。于是白人种族优越论就成为19世纪欧洲中心主义的又一个极端表现。欧洲中心论者深信上帝创造了不同的人。它将白人造得更聪明，所以白人能指挥劳动，能指导宽背、低能的劣等种族的发展。

## 语言学的欧洲中心主义
西方人认为文字体系的发展必须经由表词文字、到音节文字、再到字母文字的阶段。“文字发展三段论（形意文字→意音文字→拼音文字）”、“语言发展三段论（孤立语→粘着语→屈折语）”这套单一起源、单线发展的文字进化理论主宰了西方学术界。欧洲中心论者视希腊字母，拉丁字母等音節文字为先进的、科学的，而其他文字之地区则为原始的。例如周有光《世界文字发展史》把文字史分为三期∶一为原始文字，二为古典文字，三为字母文字。原始文字为刻符、岩画、文字画、图画文字。古典文字是苏美楔形文字、埃及圣书、中国文字、马雅文字等。属于表音表意的文字。字母文字创于地中海腓尼基人，其后传入希腊，「开创了人类文字历史的新时期」。因此得出「从意音文字向音节文字发展的规律」。
文字改革者认为∶「汉字能够改革的根本原因，是文字的本质属性∶工具性」，工具既可借用或创造，当然也可以改革。如果汉字这种工具不方便、不好用，自然就需更换。最早提倡拉丁化的朱文熊《江苏新字母》（1906）就说∶用官话字母或切音符号都不好，「不如采用世界通行之字母」（自序）。他所说的世界通行之字母，就是拉丁字母。1931年瞿秋白等人在海参威举行中国新文字第一次代表大会，在瞿秋白〈中国拉丁化的字母〉基础上，通过了〈中国汉字拉丁化的原则与规则〉方案，明确主张∶「要根本废除象形文字，以纯粹的拼音文字来代替」。
欧洲中心主义在语文方面之影响，不仅表现为语言文字改革而已，仿效欧洲建立的语法学。

## 历史学的欧洲中心主义
欧洲中心论者把西方或欧洲各个不同时期的思想观念与历史发展看作是正常的演变，即具有普遍性的历史进程。20世纪六七十年代，历史学与欧洲的现代性联系在一起并衍生出现代化理论。正如乔伊斯·阿普尔比等美国学者所言：“20世纪的专业性历史虽然种类繁多，但大多是在‘现代化’的标志下写的……马克思、涂尔干、韦伯促成20世纪三个西方解释法的主要学派：马克思主义、法国年鉴学派和美国的现代化理论……三派的信徒都认为自家的理论是普遍适用的，而且自己的方法是科学的。”
欧洲历史学灌注着欧洲中心主义视野的体系：有关文明发展的阐述不假思索地与欧洲历史联结在一起——从远古的希腊城邦开始，经由中世纪惩罚巫婆的火刑和十字军东征，最后解析了对犹太人大屠杀的暴行。此间，埃及和亚洲地区并未有顾及，美洲的殖民化过程也未有提及，至于非洲方面更是只字未提，整个世界历史往往被用欧洲历史的那一小部分来得到权衡。欧洲以文明史為題的歷史論著，其中隱含的是一種從啟蒙運動以來的一種歷史觀，或可稱作文明史觀，亦即將人的歷史視為人類文明演進的歷史。
黑格尔的《历史哲学》一书就带有浓厚的欧洲中心主义色彩。他称希腊、 意大利为 “世界历史的舞台”, “世界精神”的“故乡”，地中海是 “世界历史的中心”。没有地中海，“世界历史便无从设想了”。在表明欧洲历史地位的同时, 他认为世界其它地区各民族始终是静止的, 处于世界历史的局外，属于 “非历史民族”。在世界史领域内, 当时西方的学者们把欧洲史与世界史等同起严，将欧洲以外的广大地区排除在世界史研究的范围之外。法国哲学家孔德主张:“我们的历史研究几乎只应该以人类的精华或先锋队 (包括白色种族的大部分, 即欧洲诸民族) 为对象, 而为了研究得更精确, 特别是近代部分, 甚至只应该以西欧各国人民为限。”德国著名史学家朗克在《论近代史的诸时期》一书中认为实质上一切都基于欧洲史。 他断言:“有些民族完全没有能力谈文化”, “人类的思想仅仅历史地体现于伟大的民族中”。他撰写的八卷本《世界史》就是这种欧洲中心主义指导思想的产物，实际上是一部欧洲史。
法兰克福学派的核心人物在构建自己的理论时提及的只是欧洲或德国思想家们的理论，也就是说康德、黑格尔、马克思、尼采、韦伯以及不断被论及的弗洛伊德。在阐述文学、音乐和绘画中的审美感知时触及的也局限于欧洲内部，连东欧邻国或美国的情况也只是被用疑虑的眼光审视着。世界史只是指向欧洲的历史进程；只是以欧洲思想家为依托并将作为世界一部分的欧洲看成是世界的全部。
著名的 《剑桥古代史》(1924-1939年出版)、《剑桥中世纪史》(1924-1936年出版)、《剑桥近代史》(1907-1918年出版)、海斯等编著的《世界史》、 《近代史》 等，仍然坚持欧洲中心主义的传统观念。从结构上看， 剑桥三史用绝大部分篇幅重点叙述欧洲地区的历史， 对其他各洲的历史置于可有可无的地位。 以《剑桥近代史》为例，作者宣称该书是一部 “世界近代史”，内容是叙述“十五世纪以来欧洲及其诸殖民地的通史”。这清楚地说明，欧洲近代史就是世界近代史，其他地区的历史只是作为欧洲史的附庸，作为欧洲殖民扩张的历史而存在。在海斯等编写的 《世界史》和 《近代史》中，作者宣称:“从伯利克里和恺撒的时代直到现在, 历史伟大戏剧中的主角，都是由欧洲的白种人担任的。”他们还敘述黄种人 “不求进步”，黑种人 “愚昧无知”，把西方资产阶级对亚非拉美地区的殖民说成是 “引导千百万非欧洲人走上欧洲文明和进步的道路”，是 “白种人的包袱”。
历史研究法制造了历史学研究的诸多核心概念，如工业革命、现代性、资本主义以及个人自由，并凭借这些基于欧洲特定经验所产生的概念来阐释欧洲对现代世界的支配以及世界历史的发展进程。普遍主义认为人世问存在着放之四海而皆准的科学真理，具体表现为牛顿—笛卡尔式的采取线性平衡态过程的形式的决定论法则，以及孔德、斯宾塞、马克思的阶段论。文明视角有两个含义：一是指与原始性或野蛮性截然不同的一系列社会特征；二是指现代欧洲不仅是几种文明中的一种而且歐洲是“文明开化的”。东方学的影响主要体现在西方与东方、现代与非现代、农业社会与工业社会等对社会世界的二分法上。进步论认为进步是真实的与不可避免的，进步成为世界历史的根本解释，并几乎成为一切阶段论的逻辑依据。这样，在世界史研究范式的形成和发展过程中，西方历史学形态的演进使非西方世界的历史叙事同质化，并将其纳入西方式的一般的历史发展模式中。

### 社会发展五阶段论
“五种社会形态说”或“五阶段论”，是列宁和斯大林提出的（列宁1919年的《论国家》，斯大林1938年的《论辩证唯物主义和历史唯物主义》及《联共(布)党史简明教程》），它认为人类历史，是沿着原始社会、奴隶社会、封建社会、资本主义社会、社会主义社会的直线发展。理论的源头当然来自马克思和恩格斯，特别是马、恩的《德意志意识形态》，马克思的《共产党宣言》、《雇佣劳动与资本》，以及恩格斯的《家庭、私有制和国家的起源》。《德意志意识形态》：“大体说来，亚细亚的、古代的、封建的和现代资产阶级的生产方式可以看作是社会经济形态演进的几个时代”。“大体说来”就是猜测，到了列宁和斯大林那里，这个“五阶段论”就变成铁的事实了。1897年列宁在为波格丹诺夫《经济学简明教程》写的书评中讲，政治经济学应该这样来叙述经济发展的各个时期，即原始氏族共产主义时期、奴隶制时期、封建主义和行会时期、资本主义时期。1919年，列宁在《论国家》中再次勾勒了这样一个历史发展脉络。1938年，斯大林在《论辩证唯物主义和历史唯物主义》中讲:“历史上有五种基本类型的生产关系：原始公社制的、奴隶占有制的、封建制的、资本主义的、社会主义的。”

## 社会学的欧洲中心主义
社会科学在相当长一段时间的发展中，都是以西方经验为重心的。在伊曼紐·華勒斯坦对社会科学起源的描述中，认为社会科学是现代世界体系的产物，而欧洲中心主义又是构成这一现代世界的文化地理因素。西方中心主义与社会学传统的关系有两种。其一是以西方经验和事实发展出来的理论学说，被认为具有普遍主义的解释力，可以应用到对一切社会的考察中；其二则具备更深层次的含义，这些传统的确立，背后蕴含了对非西方阐释与持续建构的内容。以欧洲经验为根源的社会学，对欧洲和全球进行言说，所生产的社会学知识背后，蕴含了普遍主义的解释原则。
学术争论
在本世纪前20年关于美国种族问题和批判性白人研究中，欧洲中心主义颇受关注——这些学术讨论多着眼于揭露白人至上主义（white supremacism）和白人特权（white privilege）。德黑兰大学的Seyed Mohammad Marandi教授指出，在世界各地的学术界，尤其是人文学科，普遍存在着欧洲中心主义思想。Edgar Alfred Bowring指出，比起其他地区，自视甚高、自我陶醉和诋毁“他者”（the Other）的思想在西方更为根深蒂固，对思想、法律和政策的潜在影响更为深远。还有一个焦点是追踪那些谴责这种思想的学者如何在知识生产过程中无意识地再生产了欧洲中心主义思想。方法论学者Audrey Alejandro将这一过程称为“循环悖论”（recursive paradox）：“这是国际关系研究中出现的‘方法-认识论循环悖论’，作者们无意中生产出的话语违背了他们所倡导的反欧洲中心主义价值观”。
演变
自其首次被概念化以来，欧洲中心主义一直在演变。Alina Sajed和John Hobson观察到批判性欧洲中心主义的出现，强调“虽然[批判性国际关系理论]肯定是对西方持批判态度的，但其‘欧洲崇拜’的倾向——即以牺牲非西方的能动性为代价来重构西方的能动性——使其陷入了‘批判性欧洲中心主义’”。Audrey Alejandro进一步总结出它的一种新的变体：后殖民欧洲中心主义（postcolonial eurocentrism）。这种形式遵循学界中普遍的标准，即否认“非西方”的能动性，内化以西方为中心的目的论叙事，以及将西方理想化为规范性参照物，但其价值体系与传统欧洲中心主义所传递的价值体系完全相反：后殖民欧洲中心主义将欧洲视为世界政治重要且“主动”的主体——然而在这种情形中，欧洲被描述为全球压迫（global oppression）而非进步的前沿。诚然，根据后殖民欧洲中心主义的观点，欧洲按照自己的标准将世界同质化的行为多被视作一种负面的破坏进程，威胁到多样性（diversity），而非一个正面的救世主角色，即展现积极的领导力。在种种形式的欧洲中心主义思想中，“西方”都被话语塑造成一个筹谋世界的主角。欧洲例外论（European exceptionalism）也一样，尽管从后殖民主义欧洲中心主义的观点来看，欧洲并不是有史以来最好的行为体，而是最糟的。

## 政治学的欧洲中心主义
亚里士多德在《政治学》中提出的亚细亚人比欧罗巴人更具奴隶性, 他们忍受专制统治而无怨，已经有了西方中心与优越的萌芽。西方学者建构东方专制主义的观念，认为从希腊古风时代以来，西方就逐步形成了民主、自由、个人主义的传统。与之对应的非西方世界则延续了古代的王权制度形成了专制主义的传统，君王暴戾恣睢，人们生活在残暴的统治之下，暗无天日。

## 艺术中的欧洲中心主义
1851年，法国著名作曲家柏辽兹曾在听了东方音乐之后评价说“像猫吐出卡在嗓子里的鱼刺”，认为东方音乐非常落后。